# Athena (film, 1954)
Pour les articles homonymes, voir Athena (homonymie).
Pour plus de détails, voir Fiche technique et Distribution.
Athena est un film américain réalisé par Richard Thorpe, sorti en 1954.

## Synopsis
Adam, un avocat conservateur, va voir sa vie chamboulée par sa rencontre avec Athena, une jeune et jolie jeune femme un peu excentrique…

## Fiche technique
- Titre original : Athena
- Réalisation : Richard Thorpe
- Scénario : William Ludwig, Leonard Spigelgass, Charles Walters (non crédité), Esther Williams (non créditée)
- Direction artistique : Cedric Gibbons, Paul Groesse
- Décors : Edwin B. Willis, Henry Grace
- Costumes : Helen Rose, Walter Plunkett
- Photographie : Robert Planck
- Son : Wesley C. Miller
- Montage : Gene Ruggiero
- Musique : George Stoll, Albert Sendrey (non crédité) et Robert Van Eps (non crédité)
- Chorégraphie : Valerie Bettis
- Production : Joe Pasternak
- Société de production : Metro-Goldwyn-Mayer
- Société de distribution : Loew's Inc.
- Pays de production :  États-Unis
- Langue originale : anglais
- Format : couleur (Eastmancolor) — 35 mm — 1,75:1 — son Stéréo (Western Electric Sound System)
- Genre : Film musical
- Durée : 119 minutes (durée à la sortie)
- Dates de sortie : 
  - États-Unis : 4 novembre 1954
  - France : 20 janvier 1956

## Distribution
- Jane Powell : Athena Mulvain
- Debbie Reynolds : Minerva Mulvain
- Virginia Gibson : Niobe Mulvain
- Nancy Kilgas : Aphrodite Mulvain
- Dolores Starr : Calliope Mulvain
- Jane Fischer : Medea Mulvain
- Cecile Rogers : Ceres Mulvain
- Edmund Purdom : Adam Calhorn Shaw
- Vic Damone : Johnny Nyle
- Louis Calhern : Ulysses Mulvain
- Evelyn Varden : Salome Mulvain
- Linda Christian : Beth Hallson
- Ray Collins : M. Tremaine
- Carl Benton Reid : M. Griswalde
- Howard Wendell : M. Grenville
- Henry Nakamura : Roy
- Steve Reeves : Ed Perkins
- Kathleen Freeman : Miss Seely
- Richard Sabre : Bill Nichols

## Chansons du film
- "The Girl Next Door" : paroles et musique de Hugh Martin et Ralph Blane, interprétée par Vic Damone
- "Vocalize" : paroles et musique de Hugh Martin et Ralph Blane
- "I Never Felt Better" : paroles et musique de Hugh Martin et Ralph Blane, interprétée par Jane Powell et Debbie Reynolds
- "Imagine" : paroles et musique de Hugh Martin et Ralph Blane
- "Harmonize" : paroles et musique de Hugh Martin et Ralph Blane
- "Venezia" : paroles et musique de Hugh Martin et Ralph Blane
- "Love Can Change the Stars" : paroles et musique de Hugh Martin et Ralph Blane
- Athena" : paroles et musique de Hugh Martin et Ralph Blane
- "Webson's Meat Jingle" : paroles et musique de Jeff Alexander et George Stoll
- "Chacun le sait", extrait de l'opéra-comique La Fille du régiment, musique de Gaetano Donizetti, livret de Jules-Henri Vernoy de Saint-Georges et Jean-François Bayard, interprétée par Jane Powell